# Ракова (округ Чадця)
Ракова́ (словац. Raková) — село в окрузі Чадця Жилінського краю Словаччини. Площа села 41,52 км². Станом на 31 грудня 2015 року в селі проживало 5463 людей.

## Географія
Протікають річка Ракова; Закопчанський потік; Мілошовський потік і Баганський потік.

## Історія
Перші згадки про село датуються 1658 і 1776 роками.

## Населення
| Рік:            | 1994. | 2004.   | 2014.   | 2024.   |
| --------------- | ----- | ------- | ------- | ------- |
| Кількість осіб: | 4734  | 5120    | 5411    | 5603    |
| Різниця:        |       | +8,15 % | +5,68 % | +3,54 % |

| Рік:            | 2023. | 2024.   |
| --------------- | ----- | ------- |
| Кількість осіб: | 5629  | 5603    |
| Різниця:        |       | -0,46 % |

## Відомі особистості
В поселенні народився:
- Ян Паларик (1822—1870) — австро-угорський словацький публіцист, драматург.